# 伊夫林地区圣康坦
伊夫林地区圣康坦（法語：Saint-Quentin-en-Yvelines，法語發音：[sɛ̃ kɑ̃.tɛ̃ ɑ̃.n‿iv.lin]），又译作伊夫林省圣康坦，是法国伊夫林省的一个新城和城市圈公共社区，位于巴黎市中心以西约25千米。伊夫林地区圣康坦是巴黎最初的五个新城之一，其行政中心位于特拉普。该新城始于20世纪60年代始建于一片绿地。2018年，伊夫林地区圣康坦人口为228,312。

## 行政区划
伊夫林地区圣康坦城市圈公共社区由12个市镇组成：
1. 莱克莱苏布瓦
2. 夸尼耶尔
3. 埃朗库尔
4. 吉扬库尔
5. 马尼莱阿莫
6. 莫尔帕
7. 蒙蒂尼勒布勒托讷
8. 普莱西尔
9. 特拉普
10. 拉韦里耶尔
11. 维勒普勒
12. 瓦桑勒布勒托讷

在这些市镇中，蒙蒂尼勒布勒托讷位于最中心，并且人口最多。最重要的两个市镇是特拉普和蒙蒂尼-勒布勒托讷。 

## 教育
- 凡尔赛大学
- 法日文化学院巴黎日本人学校（英语：Institut culturel franco-japonais - École japonaise de Paris）（位于蒙蒂尼勒布勒托讷）